# 圭多·德马科
圭多·德马科（Guido de Marco，1931年7月22日—2010年8月12日）马耳他政治家，他曾担任第六任马耳他总统（1999年-2004年）。一位著名的政治家和立法者，德马科还担任过副总理、内政、司法部长外交部长。
圭多·德马科是一位刑事律师，1980年代他为一些里程碑式的案件辩护。1990年他被选为的第45届联合国大会主席，在2004年担任英联邦基金会主席。

## 生平
德马科出生在瓦莱塔，他就读于圣约瑟夫高中、圣阿洛伊修斯大学和马耳他大学。他1952年在哲学、经济和意大利语系获得文学学士学位，1955年成为一个法学博士。
1962年，德马科辞去首席检察官职务，进入政治舞台——参加大选。他的政治生涯始于他在1966年竞选众议院议员。他1972年被任命为国民党秘书长，1977年成为国民党副领导人。在作为内政和司法部长的职业生涯中，经过德马科的努力马耳他加入《欧洲人权公约》。作为内政部长，他改革警察部队，实现现代化，并协助成立警察学院。
作为负责外交事务的部长，他提交了马耳他加入欧洲共同体的申请。1999年4月4日，德马科当选为马耳他总统。他带领他的国家在2004年加入欧盟。
德马科夫妇有三个孩子:Giannella、Fiorella和马里奥。马里奥曾担任议会旅游秘书。
2010年8月5日，德马科接受了血管成形术拓宽心脏动脉阻塞，由于并发症8月12日在医院死亡。政府宣布三天的全国哀悼日，在2010年8月16日周一举行为他举行国葬。
。